# Philipp Jakob Riotte
Philipp Jakob Riotte (Sankt Wendel, 16 agosto 1776 – Vienna, 20 agosto 1856) è stato un compositore tedesco che visse principalmente a Vienna.
Nel 1820, le sue opere furono tra le più rappresentate al Theater an der Wien. Era un contemporaneo di Ludwig van Beethoven. Pochissime delle sue opere rimangono oggi nel repertorio attivo.

## Biografia
Philipp Jakob Riotte è nato a Sankt Wendel (Saarland), vicino la città di Treviri, probabilmente discendeva da una famiglia di ugonotti  emigranti francesi. Le prime notizie  indicano  che fu  espulso  dal coro della sua città natale. Studiò violino, violoncello e successivamente pianoforte e organo. Nel 1793 ricevette il suo primo impiego come organista in un seminario a Treviri.  Dal  1794 al 1805 risiedette a Blieskastel, residenza dei conti imperiali di Leyen, nonché a Francoforte sul Meno e Offenbach. A Offenbach, ha continuato i suoi studi con il compositore ed editore musicale Johann Anton André. Dal 1806 al 1808 Riotte fu attivo come Kapellmeister a Danzica e come direttore principale a Magdeburgo. Nel 1808, Riotte si stabilì a Vienna.  Dapprima  si  guadagnò  da  vivere dando  lezioni  di  piano e  vendendo le  sue  composizioni.   Inoltre,  fu  attivo   come  corrispondente   musicale.  Tra   il  1810  e  il  1815,  contribuì  con  quattro  "pitture sonore caratteristiche" (Charakteristische Tongemälde),  che contribuirono  a  stabilire  la  sua  reputazione.  Uno  di questi "dipinti" fu la "battaglia di Lipsia o la liberazione della Germania", un'opera che ebbe un certo successo in tutta la Germania. Inoltre, ha scritto opere e oratori, riduzioni di piano e variazioni di opere di successo per il mercato dei salotti domestici.
Nel 1818, Riotte divenne assistente Kapellmeister del famoso Theater an der Wien, poco dopo la sua acquisizione da parte di un gruppo di nobili di corte viennesi, tra cui Ferdinand Palffy von Erdöd. I nuovi proprietari decisero di cambiare il repertorio del teatro dell'opera e Riotte scrisse la musica per alcuni dei nuovi spettacoli del teatro, compresi i balletti per bambini. Nel 1828, Riotte lasciò il Theater an der Wien, poco dopo la sua forzata vendita nel 1826. Durante gli anni 1830, compose ampiamente per il Theater in der Leopoldstadt. Con oltre 300 spettacoli delle sue opere, l'esposizione di Riotte ha superato quella di Ignaz von Seyfried e Mozart, sebbene sia rimasto ben dietro il principale compositore operistico del giorno, Gioacchino Rossini. Riotte morì a Vienna nel 1856 senza lasciare discendenti. A causa del suo attaccamento con Sankt Wendel, sostenne la città e lasciò la sua tenuta ad un'istituzione di beneficenza locale.

## Opere
Intorno al 1823, compose una variazione su un valzer di Anton Diabelli, essendo uno dei 50 compositori che contribuirono al Vaterländischer Künstlerverein, un'antologia che includeva anche le Variazioni di Diabelli di Ludwig van Beethoven.
Le sue composizioni includono anche una sinfonia (n. 1 in Do, Op. 25), un concerto per clarinetto (Op. 28 in Si bemolle), e un concerto per flauto (Op. 4 in Sol).
C'è anche un concerto per pianoforte in Mi bemolle, op. 8, e tre quartetti d'archi, op. 21.